# 2009년 경기도교육감 선거

김상곤 당선자

2009년 경기도교육감 선거는 2009년 4월 8일 실시한 교육감 선거로, 주민 직선을 통해 김상곤 후보자를 경기도 교육감에 선출하였다.

## 선거 일정
- 예비 후보 등록: 2008년 12월 9일~
- 후보자 등록 신청: 2009년 3월 24일~3월 25일
- 투/개표: 2009년 4월 8일

## 예비 후보 등록
- 한만용 전 대야초등학교 교사
- 김선일 전 경기도 안성 교육청 교육장
- 송하성 경기대학교 교수
- 강원춘 전 경기도 경기도교원단체총연합회 회장
- 권오일 전 에바다학교 교감
- 김상곤 한신대학교 경영학과 교수
- 김진춘 경기도교육감

## 후보 등록
1. 강원춘 전 경기도 경기도교원단체총연합회 회장
2. 김상곤 한신대학교 경영학과 교수[1]
3. 김선일 전 경기도 안성 교육청 교육장
4. 김진춘 경기도교육감
5. 송하성 경기대학교 교수: 사퇴[2]
6. 한만용 전 대야초등학교 교사

## 투 · 개표 결과
투표율은 12.3%로, 8,505,056명의 선거인단 중 1,045,767명이 투표하였다.
| 후보자명 | 득표율 | 득표수(명) | 결과 | 비고 |
| -------- | ------ | ---------- | ---- | ---- |
| 강원춘   | 12.88% | 133,371    | 낙선 |      |
| 김상곤   | 40.81% | 422,302    | 당선 |      |
| 김선일   | 7.77%  | 80,478     | 낙선 |      |
| 김진춘   | 33.63% | 348,057    | 낙선 |      |
| 송하성   |        |            |      | 사퇴 |
| 한만용   | 4.88%  | 50,534     | 낙선 |      |

## 같이 보기
- 대한민국의 주민직선 교육감 선거
- 경기도교육감 선거